# 행렬식 다양체
대수 기하학에서 행렬식 다양체(영어: determinantal variety)는 계수에 주어진 상한이 있는 행렬들의 공간이다. 이 다양체의 중요성은 사영 공간 두 개의 곱의 세그레 매장과 같은 대수 기하학의 많은 예가 이러한 형식이라는 사실에서 비롯된다.

## 정의
주어진 {\displaystyle m,n}과  {\displaystyle r<\min\{m,n\}}에 대해 행렬식 다양체 {\displaystyle Y_{r}}은 체 {\displaystyle \mathbb {k} }의 원소를 성분으로 갖는 계수 {\displaystyle r}이하의 모든 {\displaystyle m\times n} 행렬들의 집합이다. 이것은 행렬이 계수 {\displaystyle r} 이하를 갖는 조건으로서 {\displaystyle (r+1)\times (r+1)}부분 행렬식들의 근들로 자연스럽게 주어지는 대수다양체이다. 성분들이 대수적 독립인 변수 {\displaystyle x_{i,j}}들인 {\displaystyle m\times n} 행렬을 고려하면, 이 행렬의 부분행렬식들은 {\displaystyle r+1}차 다항식이다. 이러한 다항식들에 의해 생성된 {\displaystyle \mathbb {k} [x_{i,j}]}의 이데알은 행렬식 이데알이다. 부분행렬식을 정의하는 방정식이 동차이기 때문에 {\displaystyle Y_{r}}를 {\displaystyle mn} 차원 아핀 공간에서 아핀 다양체, 또는 {\displaystyle mn-1} 차원 사영 공간에서 사영 다양체로 볼 수 있다.

## 성질
행렬식 다양체를 정의하는 반소 이데알은 {\displaystyle (r+1)\times (r+1)} 부분행렬식들로 생성된다.(Bruns-Vetter, Theorem 2.10).
{\displaystyle Y_{r}}를 아핀 다양체로 고려한다고 가정하면, 그 차원은 {\displaystyle r(m+n-r)}이다. 이를 확인하는 한 가지 방법은 다음과 같다. {\displaystyle \mathbf {A} ^{mn}}위에 곱 공간 {\displaystyle \mathbf {A} ^{mn}\times \mathbf {Gr} (r,m)}을 형성한다. 여기서 {\displaystyle \mathbf {Gr} (r,m)}는 {\displaystyle m} 차원 선형 공간에서 {\displaystyle r}차원 평면들의 그라스만 다양체이고 {\displaystyle Y_{r}}의 비특이화인 부분 공간 {\displaystyle Z_{r}=\{(A,W)\mid A(k^{n})\subseteq W\}}을 고려한다. (계수가 정확히 {\displaystyle r}인 행렬들의 열린 집합에 대해 이 사상은 동형사상이다.) {\displaystyle Z_{r}}는 {\displaystyle \mathrm {Hom} (k^{n},{\mathcal {R}})}과 동형인 {\displaystyle \mathbf {Gr} (r,m)}위의 선형 다발이다. 여기서 {\displaystyle {\mathcal {R}}}은 그라스만 다양체에 대한 tautological 다발이다. 그들은 쌍유리적 동치이기 때문에 {\displaystyle \dim Y_{r}=\dim Z_{r}}이고, {\displaystyle \mathrm {Hom} (k^{n},{\mathcal {R}})}의 올의 차원이 {\displaystyle nr}이기 때문에{\displaystyle \dim Z_{r}=\dim \mathbf {Gr} (r,m)+nr=r(m-r)+nr}이다..
위는 계수 {\displaystyle r} 이하인 행렬이 {\displaystyle Y_{r}}의 특이 영점들을 포함함을 보여준다. 사실 둘은 같다. 이 사실은 비특이성에 대한 야코비 판별과 함께 부분행렬식에 의해 반소 이데알이 주어짐을 통해 확인할 수 있다.
다양체 {\displaystyle Y_{r}}은 자연스럽게 일반 선형 군의 곱 {\displaystyle G=\mathbf {GL} (m)\times \mathbf {GL} (n)}의 군 작용을 가진다. 체의 표수가 0일 때 {\displaystyle Y_{r}}의 syzygies를 결정하는 문제를 알랭라스코가 {\displaystyle G}의 자연 군 작용을 사용하여 해결했다.

## 관련 주제
대수적 다양체에서 두 선형 다발 사이의 선형 사상 공간을 고려하여 결정적 다양체의 개념을 "전역화"할 수 있다. 그러면 행렬식 다양체는 축퇴 영점의 일반적인 연구에 속한다. 이들 축퇴 영점의 코호몰로지류에 대한 표현은 Thom-Porteous 공식으로 주어진다(Fulton-Pragacz).

## 참고 문헌
- Bruns, Winfried; Vetter, Udo (1988). 《Determinantal rings》. Lecture Notes in Mathematics 1327. Springer-Verlag. doi:10.1007/BFb0080378. ISBN 978-3-540-39274-3.
- Fulton, William; Pragacz, Piotr (1998). 《Schubert varieties and degeneracy loci》. Lecture Notes in Mathematics 1689. Springer-Verlag. doi:10.1007/BFb0096380. ISBN 978-3-540-69804-3.
- Lascoux, Alain (1978). “Syzygies des variétés déterminantales”. 《Advances in Mathematics》 30 (3): 202–237. doi:10.1016/0001-8708(78)90037-3.
- Miller, Ezra; Sturmfels, Bernd (2005). 《Combinatorial Commutative Algebra》. Graduate Texts in Mathematics 227. Springer. ISBN 978-0-387-23707-7.
- Weyman, Jerzy (2003). 《Cohomology of Vector Bundles and Syzygies》. Cambridge Tracts in Mathematics 149. Cambridge University Press. ISBN 978-0-521-62197-7.